# Fenchole
Fenchole (1,3,3-Trimethyl-2-nor-bornanole) oder Fenchylalkohole sind bicyclische Monoterpen-Alkohole mit der Summenformel C10H18O und der Molaren Masse von 154,25 g·mol−1. Von dem mit Borneol isomeren Naturstoff existieren vier Stereoisomere, nämlich die α-Fenchole [(+)- und (−)-α-Fenchol] sowie die β-Fenchole [(+)- und (−)-β-Fenchol], bei denen die Hydroxygruppe oberhalb der Ebenen des Sechsrings steht.

## Vorkommen

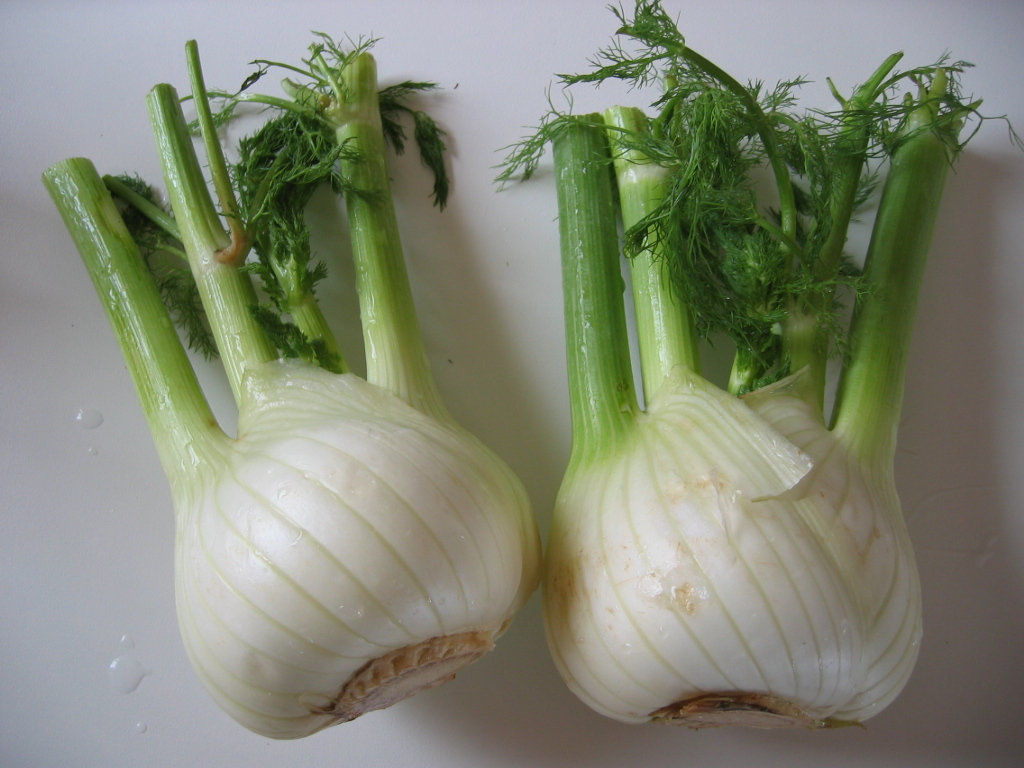
Fenchole kommen unter anderem in Fenchel vor.

Fenchole kommen in Fenchel, in zahlreichen Eukalyptusarten (Eucalyptus angulosa, Eucalyptus behriana, Eucalyptus ceratocorys, Eucalyptus cuprea, Eucalyptus desquamata, Eucalyptus dolichorhyncha, Eucalyptus erythrandra, Eucalyptus fasciculosa, Eucalyptus incrassata, Eucalyptus intertexta, Eucalyptus largisparsa, Eucalyptus lansdowneana, Eucalyptus leucoxylon, Eucalyptus melanophloia, Eucalyptus odorata, Eucalyptus ochrophloia, Eucalyptus populnea, Eucalyptus porosa, Eucalyptus sparsa, Eucalyptus stoatei, Eucalyptus tetraptera, Eucalyptus viridis), Echtem Johanniskraut,  der Waldkiefer, Kiefernöl, dem Echtem Sellerie, Camu-Camu, Rosmarin, Hopfen, Muskatnussöl, sowie in Früchten, wie der Echten Limette, der Grapefruit und der Schale der Orange vor. 

## Eigenschaften
Natürliches, aus Pflanzen extrahiertes Fenchol ist immer ein Gemisch der vier verschiedenen Isomere (CAS-Nummer: 1632-73-1) mit insgesamt Campher-artigem Geruch, dessen Zusammensetzung von der Pflanzenspezies abhängt. Daher gibt es auch für das Gemisch keinen definierten Schmelzpunkt (Bereich von 35 bis 40 °C) oder Siedepunkt (~ 200 °C). Die Einzelisomere besitzen jeweils einen eigenen Geruch, der von limonenartig über campherartig bis zu holzartig, erdig reicht. Der Geschmack ist bitter und limettenartig. In Wasser sind die Fenchole nahezu unlöslich, in Ethanol hingegen gut löslich. Das (+)-α-Isomer wirkt reizend auf Augen, Haut und Schleimhäute.

## Isomere
| keine Einstufung verfügbar |

| keine Einstufung verfügbar |

| Gefahrensymbol |

| keine GHS-Piktogramme |

| keine Einstufung verfügbar |

| keine Einstufung verfügbar |

| keine Einstufung verfügbar |

## Darstellung, Reaktionen und Verwendung
Fenchole können durch Reduktion von Fenchon mit Natrium in Ethanol dargestellt werden. Durch Dehydratisierung von Fencholen entstehen die selten in Ätherischen Ölen vorkommenden, ungesättigten Fenchene.
(−)-α-Fenchol wird als Komponente von Parfums eingesetzt. Auch im Bergamottöl sind geringe Mengen Fenchole enthalten. In Kosmetikprodukten wird (±)-α/β-Fenchol in der Liste der Inhaltsstoffe als FENCHYL ALCOHOL (INCI) aufgeführt. 
Natürliches Fenchol besitzt in den Vereinigten Staaten eine Einstufung als FEMA GRAS (Generally Reported As Safe, FEMA GRAS#2480) und kann damit als Lebensmittelzusatzstoff eingesetzt werden. 2003 wurden in den USA 316,67 Pfund (= 143,6 kg) Fenchole als Geruchsstoffe verbraucht; die erlaubte Tagesdosis wurde auf 0,533 mg festgelegt.